# دانييل نغوم كومي
دانييل نغوم كومي (بالفرنسية: Daniel Ngom Kome)‏ (مواليد 19 مايو 1980 في بانغو - الكاميرون) لاعب كرة قدم كاميروني يلعب حاليا لصالح نادي الدرجة الأولى تينيريفي الإسباني منذ 2008 في مركز الجناح الأيمن كما يجيد اللعب في مركز الجناح الأيسر .

## روابط خارجية
- دانييل نغوم كومي على موقع الاتحاد الدولي (مؤرشف)  (الإنجليزية)
- دانييل نغوم كومي على موقع قاعدة بيانات كرة القدم.إي يو (الإنجليزية)
- دانييل نغوم كومي على موقع ناشيونال فوتبول تيمز (الإنجليزية)
- دانييل نغوم كومي على موقع Soccerway.com (الإنجليزية)
- دانييل نغوم كومي على موقع أوليمبيديا (الإنجليزية)